# 不變量
假若，在某種變換下，一個系統的某物理量保持不變，則稱此物理量為不變量（invariant）。例如，在伽利略變換下，時間是個不變量；在勞侖茲變換下，光速、靜質量、電荷量等等，都是不變量。這類變換表達出不同觀察者的參考系之間的關係。例如，在火車站台的查票員的參考系，與在移動中的火車內的乘客的參考系，這兩個參考系之間的關係。
假若，在某種變換下，一個系統的某物理性質保持不變，則稱此物理性質為不變性（invariance）。例如，在內積空間內，對於任意旋轉，向量的內積保持不變，稱此性質為旋轉不變性。
根據諾特定理，對於一種變換，每一種不變性代表一條基本的守恆定律。例如，對於平移變換的不變性導致動量守恆定律，對於時間演化的不變性導致能量守恆定律。
在現代理論物理裏，不變性是很重要的概念。許多理論是由對稱性與不變性表達。
在張量數學裏，協變性與反變性是不變性的數學性質的推廣。在電磁學和相對論裏，時常會應用到這些概念。

## 參閱
- 正則變換
- 勞侖茲協變性
- 不動點定理